# Ніїґатаїт
Ніїґатаїт — мінерал класу силікати, група епідоту.

## Загальний опис
Хімічна формула: CaSrAl3(Si2O7)(SiO4)O(OH). Синонім кліноцоїзит (clinozoisite-(Sr)). Призматичні кристали. Сингонія моноклінна. Твердість 5–5,5. Густина: 3,63. Колір світло-сірий, жовтувато-зелений. Риса біла. Напівпрозорий. Блиск скляний. Спайність досконала. Осн. знахідка район Отоігава-Омі (Itoigawa-Ohmi district), центральна Японія. Назва за місцезнаходженням — Префектура Ніїґата, Чубу, Острів Хонсю, Японія.